# Jelena Lebeděnková
Jelena Lebeděnková (* 16. ledna 1971 v Kostroma) je bývalá ruská atletka, halová mistryně Evropy v pětiboji z roku 1996.
V sedmiboji skončila osmnáctá v roce 1995 mistrovství světa a sedmnáctý na olympijských hrách 1996.Poté se přeorientovala na trojskok, kde skončila šestá na MS 1999 . Její osobní nejlepší skok byl 14,41 metrů, dosaženo v květnu 1998 ve městě Vilamoura .